# Brummer (navire-école)
Pour les autres navires du même nom, voir Brummer (navire).
Le Brummer était un mouilleur de mines et un navire-école d'artillerie navale de la Kriegsmarine, durant la Seconde Guerre mondiale.

## Histoire
Au milieu des années 1930 deux navires de formation d'artillerie ont été construits pour la Kriegsmarine. Bien que principalement conçu pour la formation le Brummer a été aussi équipé pour la pose de mines en temps de guerre.
Il a aussi servi de navire d'expérimentation des systèmes de turbines à vapeur conçus pour les destroyers allemands.

## Service
Après avoir été mis en service en 1936, le Brummer a d'abord été affecté à la base de Swinemünde en mer Baltique en 1937. Puis il a visité les ports de Odda, Göteborg et Helsingborg en 1938.
Dès septembre 1939, il pose des mines en mer Baltique. En avril 1940, il a pris part à l'opération Weserübung pour l'invasion de la Norvège comme navire de commandement d'un escadron de transport.
Le 14 avril 1940, il a été torpillé par le sous-marin britannique HMS Sterlet près du Jutland.

## Note et référence
- (en) Cet article est partiellement ou en totalité issu de l’article de Wikipédia en anglais intitulé « German training ship Brummer » (voir la liste des auteurs).